# Cherry Bomb (chanson)
Cherry Bomb est une chanson composée par Joan Jett et Kim Fowley en 1976 et interprétée par The Runaways sur leur premier album éponyme,.
On entend ce titre dans le film de 2014 « Les Gardiens de la Galaxie » lorsque les Gardiens discutent de leurs plans avec Yondu Udonta et son groupe sur leur plan pour vaincre Ronan l'Accusateur.

## Autres interprétations
- Dakota Fanning interprète Cherry Bomb en 2010 dans le biopic consacré au groupe[3].
- Les actrices Madelaine Petsch, Camila Mendes et Vanessa Morgan interprètent la chanson dans le dixième épisode de la quatrième saison de la série télévisée Riverdale.
- Ravage Club réadapte le titre pour la 1ère fois en français sur leur EP: "C'est l'enfer" publié en 2022. Le clip sort le 4 octobre 2023.